# Nuoto ai Giochi della IV Olimpiade - 400 metri stile libero
La gara dei 400 metri stile libero maschili dei Giochi della IV Olimpiade si è svolta tra il 13 e il 20 luglio 1908 allo Stadio di White City di Londra.

## Risultati

### Batterie
Si disputarono 9 serie. I vincitori più il miglior tempo furono ammessi alle semifinali.
| Pos. | Atleta              | Nazione     | Tempo  |
| ---- | ------------------- | ----------- | ------ |
| 1    | Sydney Battersby    | Regno Unito | 5'48"8 |
| 2    | Béla von Las-Torres | Ungheria    | 5'52"2 |
| 3    | Budd Goodwin        | Stati Uniti | ND     |
| 4    | Wille Andersson     | Svezia      | ND     |
| -    | Henri Decoin        | Francia     | DNF    |

| Pos. | Atleta           | Nazione     | Tempo  |
| ---- | ---------------- | ----------- | ------ |
| 1    | Willie Foster    | Regno Unito | 5'54"8 |
| 2    | Robert Andersson | Svezia      | 6'28"0 |

| Pos. | Atleta              | Nazione     | Tempo  |
| ---- | ------------------- | ----------- | ------ |
| 1    | Theodore Tartakover | Australasia | 6'35"0 |

| Pos. | Atleta            | Nazione     | Tempo  |
| ---- | ----------------- | ----------- | ------ |
| 1    | Frank Beaurepaire | Australasia | 5'49"2 |
| 2    | Sam Blatherwick   | Regno Unito | 6'16"8 |
| 3    | Conrad Trubenbach | Stati Uniti | ND     |
| -    | Davide Baiardo    | Italia      | DNF    |

| Pos. | Atleta          | Nazione     | Tempo  |
| ---- | --------------- | ----------- | ------ |
| 1    | Paul Radmilovic | Regno Unito | 6'10"0 |
| 2    | Aage Holm       | Danimarca   | 8'08"8 |

| Pos. | Atleta            | Nazione     | Tempo  |
| ---- | ----------------- | ----------- | ------ |
| 1    | Henry Taylor      | Regno Unito | 5'42"2 |
| 2    | Frank Springfield | Australasia | 5'57"4 |
| 3    | Mario Massa       | Italia      | ND     |

| Pos. | Atleta            | Nazione     | Tempo  |
| ---- | ----------------- | ----------- | ------ |
| 1    | Otto Scheff       | Austria     | 5'51"0 |
| 2    | William Haynes    | Regno Unito | 6'21"2 |
| 3    | József Ónody      | Ungheria    | ND     |
| -    | Friedrich Meuring | Paesi Bassi | ND     |
| -    | Hjalmar Saxtorph  | Danimarca   | ND     |

| Pos. | Atleta      | Nazione  | Tempo  |
| ---- | ----------- | -------- | ------ |
| 1    | Imre Zachár | Ungheria | 6'09"8 |

| Pos. | Atleta       | Nazione     | Tempo  |
| ---- | ------------ | ----------- | ------ |
| 1    | Henrik Hajós | Ungheria    | 6'19"8 |
| 2    | Arthur Sharp | Regno Unito | 7'00"4 |

### Semifinali
I primi due classificati furono ammessi alla finale.
| Pos. | Atleta              | Nazione     | Tempo  |
| ---- | ------------------- | ----------- | ------ |
| 1    | Otto Scheff         | Austria     | 5'40"6 |
| 2    | Henry Taylor        | Regno Unito | 5'41"0 |
| 3    | Sydney Battersby    | Regno Unito | ND     |
| 4    | Béla von Las-Torres | Ungheria    | ND     |
| 5    | Henrik Hajós        | Ungheria    | ND     |

| Pos. | Atleta              | Nazione     | Tempo  |
| ---- | ------------------- | ----------- | ------ |
| 1    | Frank Beaurepaire   | Australasia | 5'44"0 |
| 2    | Willie Foster       | Regno Unito | 5'52"2 |
| 3    | Paul Radmilovic     | Regno Unito | ND     |
| 4    | Imre Zachár         | Ungheria    | ND     |
| 5    | Theodore Tartakover | Australasia | DNS    |

### Finale
| Pos.    | Atleta            | Nazione     | Tempo  |
| ------- | ----------------- | ----------- | ------ |
| Oro     | Henry Taylor      | Regno Unito | 5'36"8 |
| Argento | Frank Beaurepaire | Australasia | 5'44"2 |
| Bronzo  | Otto Scheff       | Austria     | 5'46"0 |
| 4       | Willie Foster     | Regno Unito | ND     |